# Pilsum
Pilsum (en baix alemany també Pilsum) és un poble del municipi de Krummhörn al districte d'Aurich a Baixa Saxònia a Alemanya. El 31 de desembre de 2012 tenia 537 habitants. Fins a la reorganització administrativa del 1972 era un municipi independent afiliat al municipi conjunt de Greetsiel que aleshores va fusionar amb Krummhörn. És regat per una xarxa de weterings, del qual el principal és el Pilsumer Tief que és navegable per a embarcacions turístiques cap a Greetsiel.
El nom és compost del sufix frisó -um (parent amb l'alemany heim o l'anglès home) que significa casa o masia i del prèfix pil que prové del genitiu d'un nom de persona, significa doncs masia o casa d'en Pyl, com es veu encara al primer esment escrit Pyleshem del segle xii. És un típic exemple d'un poble de forma circular, damunt d'un terp, un pujol artificial construït com a protecció contra les aigües altes.
Pilsum era un vell assentament frisó del qual el castell Beningaburg el 1407 va ser devastat per una milícia hamburguesa. Al segle xv la població va escaure als Cirksena, una vella nissaga de comtes. El 1744 Prússia va ocupar tota la Frísia Oriental. Un inventari prussià del 1756 mostra que Pilsum tenia una concentració important de comerciants i d'artesans, entre altres sabaters, teixidors de lli, flequers, sastres… una situació que va mantenir-se fins a l'inici del segle xx.
Va ser un municipi independent fins a la reforma administrativa del 1972, quan va crear-se el municipi de Krummhörn amb seu a Pewsum.

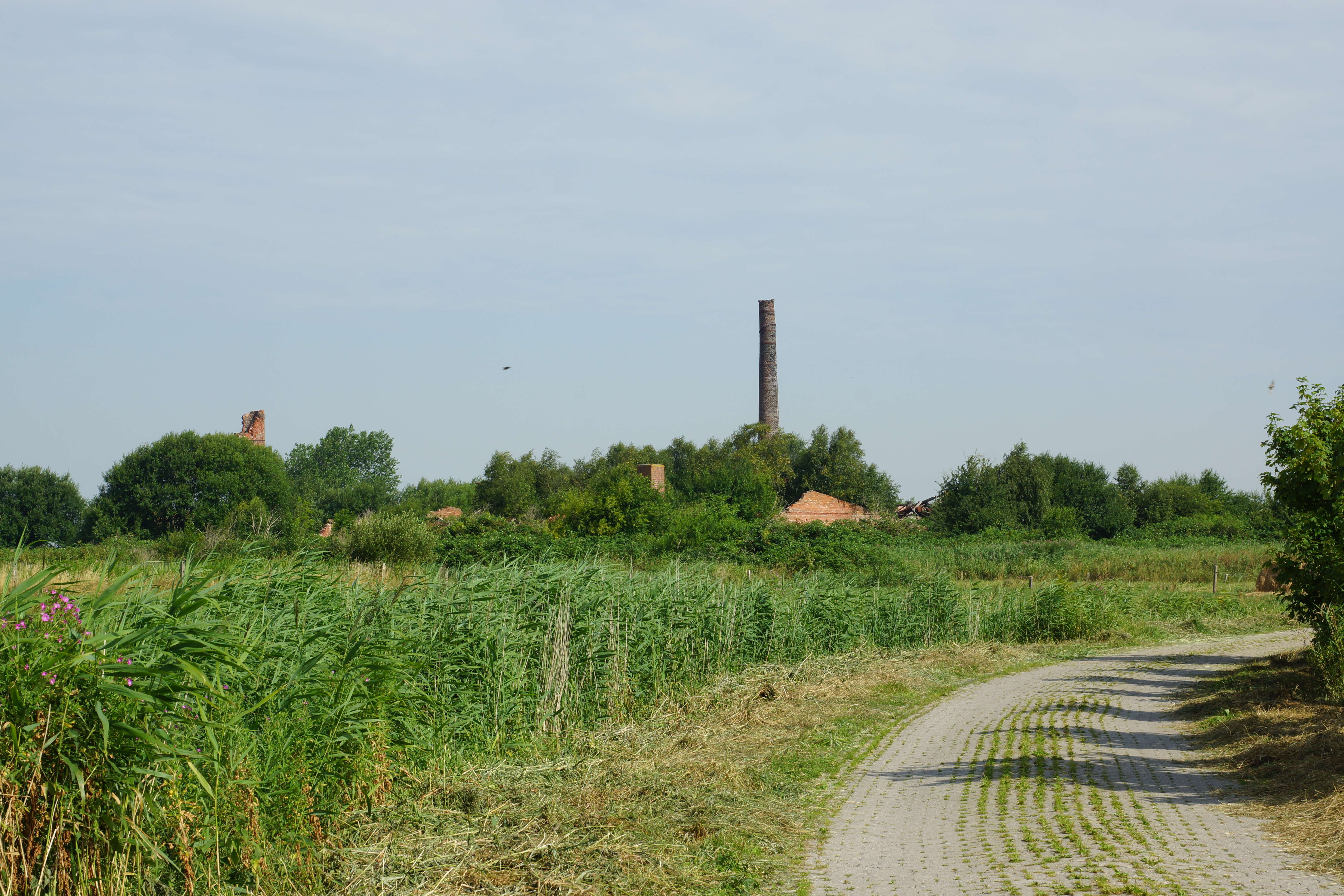
Runes de l'antiga bòbila

Fins a la construcció del ferrocarril d'Emden a Greetsiel el 1906 la xarxa de canals de desguàs també tenia un paper important pel transport de mercaderies amb petites embarcacions planes. L'única indústria va ser una bòbila del 1798, tancada el 1974. Durant la Segona Guerra Mundial, l'administració nazi hi va crear un petit camp d'una trentena de treballadors forçats per a la bòbila així com un camp de presoners polítics. El ferrocarril va ser suprimit el 1963 i l'antiga estació s'ha transformat en petit alberg. Té un parc d'aerogeneradors important. L'activitat econòmica principal és l'agricultura. Un 59% de la població activa treballa fora del poble.
Llocs d'interès
- El far Pilsumer Leuchtturm
- El teatre Sehr kleines Haus (casa molt petita)
- Església d'Esteve, iniciat al segle xiii
  - L'orgue (1694), de Valentí Ulric Grotian, un contemporani d'Arp Schnitger amb setze registres i dos teclats

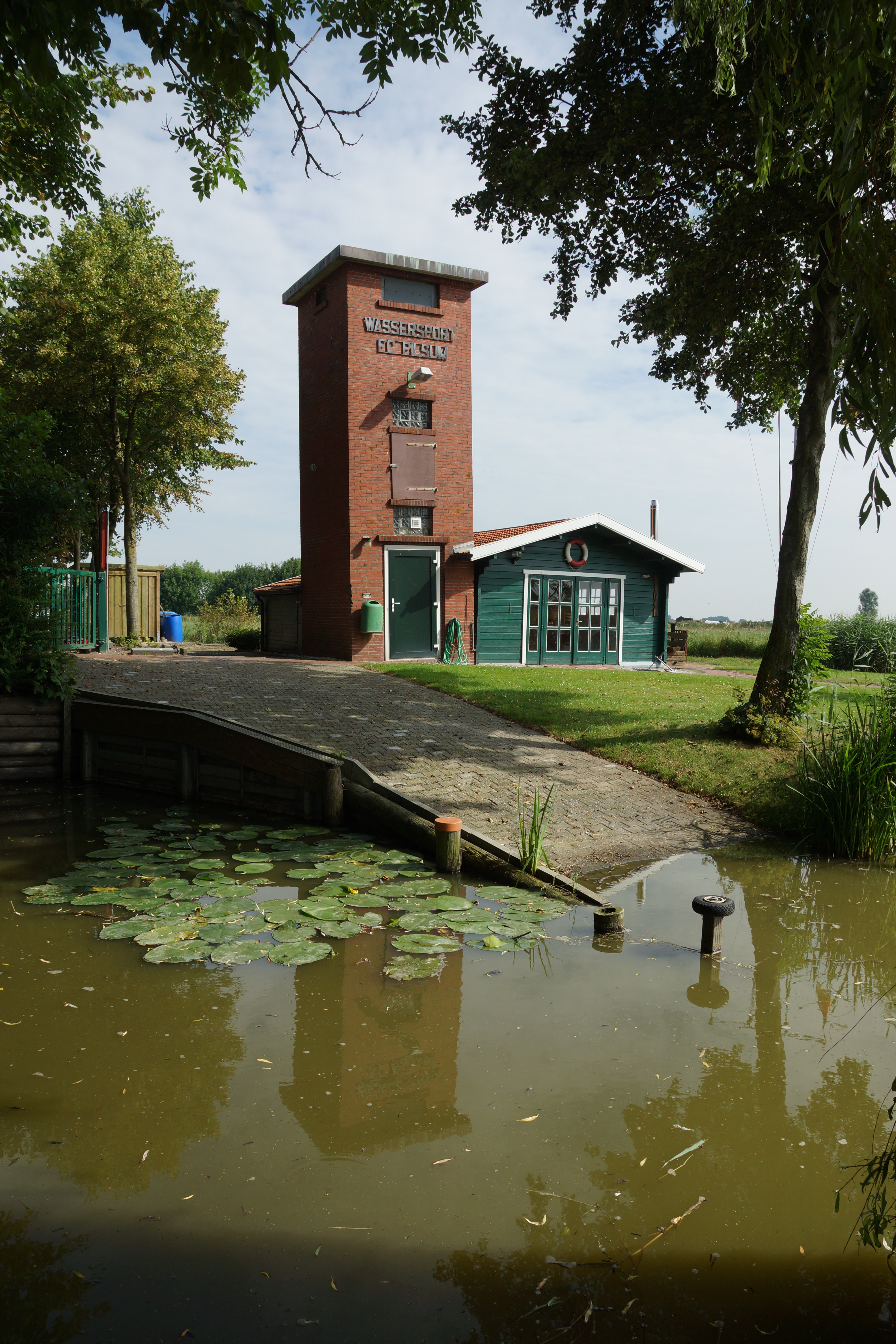
El port
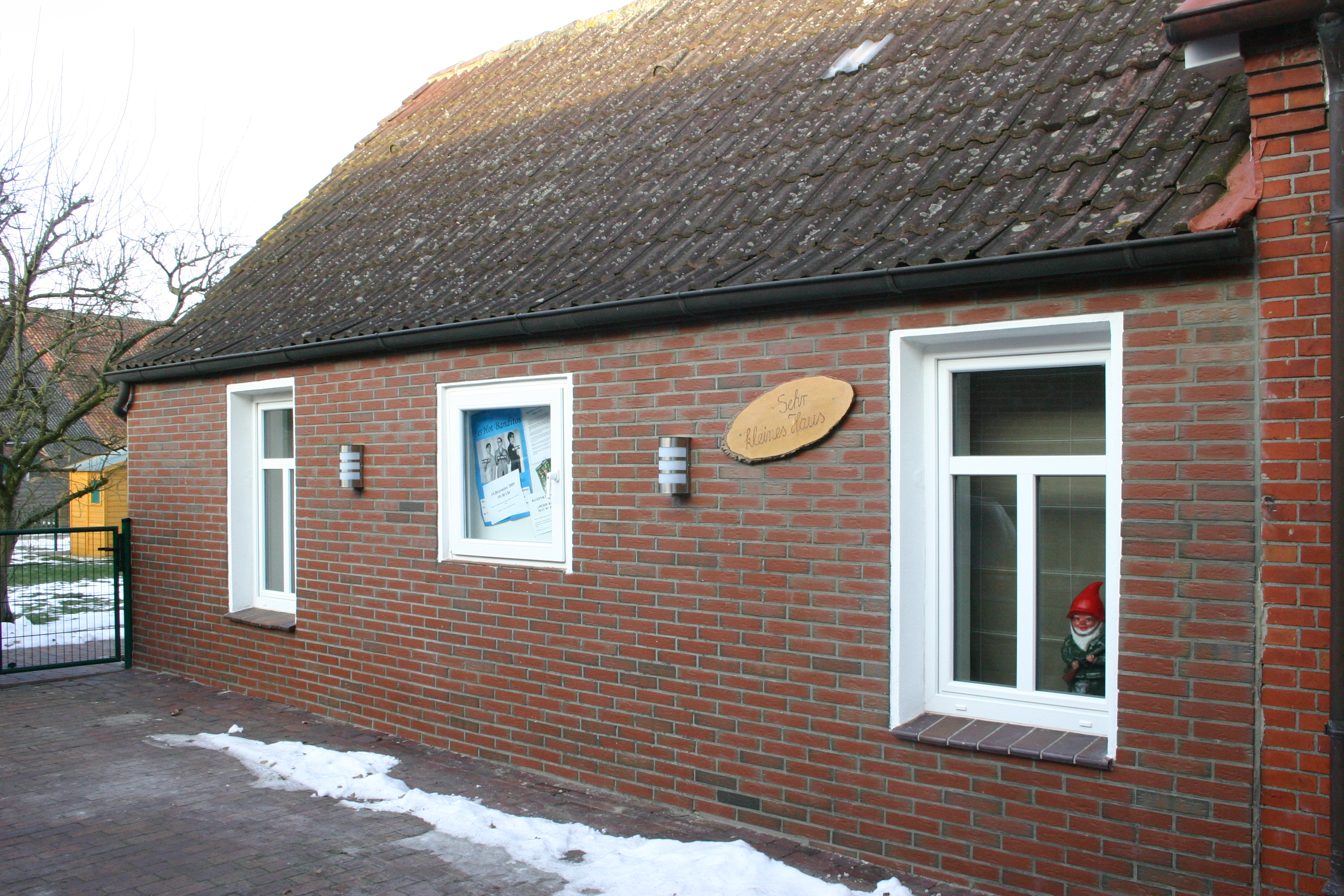
Teatre
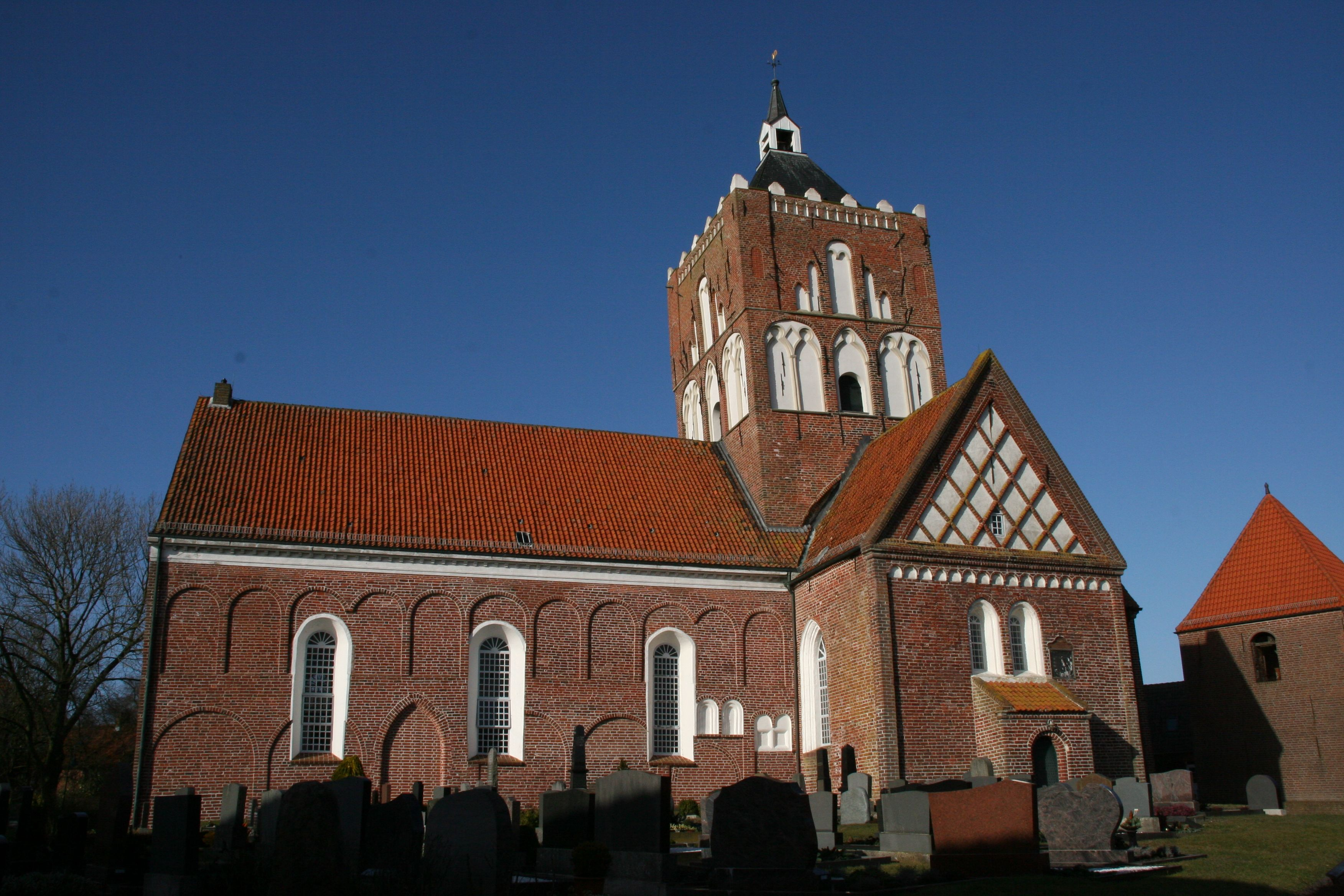
Església de Sant Esteve

Persones
- Andreas Bodenstein (1486-1541), persona clau de la Reforma Protestant